# Softwaredesign
Softwaredesign er processen hvor en agent skaber en specifikation for en softwareartifakt, hvis intention er at opnå et mål, ved brug af primitive komponenter og underlagt restriktioner. Software design kan referere til enten "alt aktivitet involveret i at konceptualisere, frame, implementere, idriftsættelse, og ultimativt modificere komplekse systemer" eller "aktiviteten der følger efter specifikationskrav og før programmering, som ... [i] en stiliseret softwareingeniørproces."
Softwaredesign involverer som regel problemløsning og planlægning af en softwareløsning. Dette inkluderer både low-level komponenter og algoritmedesign, og et high-level arkitekturdesign.